# Осокина, Екатерина Петровна
Екатерина Петровна Осокина (15 ноября 1899 года, деревня Палашино, Костромская губерния — 25 февраля 1978 года, Городец, Горьковская область) — колхозница, Герой Социалистического Труда (1950).

## Биография
Родилась 15 ноября 1899 года в крестьянской семье в деревне Палашино Ивановской губернии (сегодня — Пучежский район Ивановской области). В 1930 году вступила в сельскохозяйственную артель, которая позднее была преобразована в колхоз «Свобода». В 1935 году была назначена звеньевой льноводческого звена. На этой должности находилась до 1951 года, когда переехала в Городец.
В 1949 году льноводческое звено под руководством Екатерины Осокиной собрало по 8,68 центнеров волокна льна и 7,97 центнеров семян льна с каждого гектара с участка площадью 2 гектара. За этот доблестный труд она была удостоена в 1950 году звания Героя Социалистического Труда.
Скончалась 25 февраля 1978 года в Городце и была похоронена на Кудашихинском кладбище.

## Награды
- Герой Социалистического Труда — указом Президиума Верховного Совета СССР от 9 июня 1950 года;
- Орден Ленина (1950);